# 大熊徹
大熊 徹（おおくま とおる、1948年7月29日 - 2024年4月1日）は、日本の国語教育学者、東京学芸大学名誉教授。

## 経歴
千葉県市川市生まれ。1972年東京学芸大学教育学部国語科卒業。東京学芸大学附属世田谷小学校教諭、東京学芸大学大学院修士課程修了。東京学芸大学助教授、教授、2014年定年退官、名誉教授。全国大学国語教育学会常任理事、日本国語教育学会常任理事・編集部長、市川市教育委員長など。
2024年4月1日、嚥下機能障害のため東京都の自宅で死去。75歳没。

## 著書
- 『作文・綴方教育の探究 史的視座からとらえる課題と解決』教育出版 1994
- 『文章論的作文指導 論理的思考力・認識力の育成』明治図書出版 授業への挑戦 1994
- 『国語科と総合的学習の連携』明治図書出版 総合的学習の開拓 2001
- 『国語科学習指導過程づくり どう発想を転換するか 習得と活用をリンクするヒント』明治図書出版 2012

### 共編著
- 『授業に役立つ文章論・文体論』井上尚美共著 教育出版 1985
- 『文章論で国語の授業を変えよう』永野賢共編著 明治図書出版 教育新書 1991
- 『小学校新学習指導要領Q&A 解説と展開 国語編』本堂寛共編 教育出版 1999
- 『小学校国語科授業研究』新版 田近洵一,井上尚美共編 教育出版 教員養成基礎教養シリーズ 2001
- 『国語科の授業と評価 子どもの学びに生きる 1～6年』寺井正憲共編 教育出版 2002
- 『書く力・考える力が育つ朝の10分間ミニ作文』編著 明治図書出版 2006
- 『国語科授業用語の手引き 実践へのヒント』中原國明共編 教育出版 2006
- 『文科省全国学力調査小学校国語B問題を授業する 「活用」の力とはなにか』編著 明治図書出版 2008
- 『小学校国語科「活用型」学習の授業モデル』編著 明治図書出版 2009
- 『小学校国語『伝統的な言語文化』の授業ガイド ワークシート付き26の単元プラン』藤田慶三共編著 東洋館出版社 2009
- 『中学校国語科「活用型」学習の授業モデル』編著 明治図書出版 2009
- 『子どもが生きる国語科学習用語 小学校 授業実践と用語解説』片山守道,工藤哲夫共編著 東洋館出版社 2013